# Marouette fuligineuse
Zapornia tabuensis
Espèce
Synonymes
- Porzana tabuensis

Statut de conservation UICN

 LC  : Préoccupation mineure
La Marouette fuligineuse (Zapornia tabuensis, anciennement Porzana tabuensis) est une espèce d'oiseaux de la famille des Rallidae.

## Répartition
Cette espèce vit aux Samoa américaines, en Australie, aux îles Cook, aux Fidji, en Polynésie française, en Indonésie, aux États fédérés de Micronésie, en Nouvelle-Zélande, sur Niue, en Papouasie-Nouvelle-Guinée, aux Philippines, aux îles Pitcairn, au Samoa, aux îles Salomon et aux Tonga.